# Kopsia grandifolia
Kopsia grandifolia är en oleanderväxtart som beskrevs av D.J.Middleton. Kopsia grandifolia ingår i släktet Kopsia och familjen oleanderväxter. Inga underarter finns listade i Catalogue of Life.